# Idiops prescotti
Idiops prescotti là một loài nhện trong họ Idiopidae.
Loài này thuộc chi Idiops. Idiops prescotti được Ehrenfried Schenkel-Haas miêu tả năm 1937.